# Parque La Rotonda
El Parque La Rotonda es un parque de Portoviejo, considerado el más grande de esta ciudad y de la provincia de Manabí. Posee de áreas como: La plaza "La Rotonda", área infantil, la zona extrema y la zona deportiva.
Esta obra tuvo una inversión de 11'500.00 millones de dólares. Los fines de semana prevé la visita de 20.000 turistas .

## Características
El Parque La Rotonda es un espacio de más de 15,24 hectáreas.
Cuenta con un rocódromo (área de escalada), canchas de uso múltiple y de césped sintético y un parque de skate.
Además el lugar cuenta con un sistema de canales de laguna (con 5 piletas) donde se puede andar en bote, un túnel de agua y una pantalla de agua de 15 metros de altura, en donde se proyectan vídeos.
Posee 214 espacios para el estacionamiento de vehículos, motos y bicicletas.
El sitio posee 1.366 árboles, algunos de mango, guayaba,  cereza, tamarindo.
Cuenta con seguridad policial y seguridad privada.
Tiene una ciclovía que pronto se conectará con el Parque Las Vegas.   
El parque cuenta con una plaza para albergar hasta unas 5.000 personas, 76 locales comerciales (algunos en construcción).
El mayor atractivo que tiene el parque es una pantalla de agua.